# Lucio Calpurnio Bíbulo
Lucio Calpurnio Bíbulo (en latín, Lucius Calpurnius Bibulus; m. 32 a. C.) fue un político, militar y escritor romano. Desarrolló su actividad en la última etapa de la República romana, participando activamente en las guerras civiles entre cesarianos y pompeyanos, bando al que pertenecía.

## Carrera pública
Fue hijo de Marco Calpurnio Bíbulo y de Porcia, hija de Catón el Joven. Su padre y hermanos mayores se enfrentaron a César en apoyo del bando pompeyano durante la segunda guerra civil, como resultado sus hermanos fueron asesinados por Aulo Gabinio en Egipto tras la restauración de Ptolomeo XII. A su padre se le encomendó la flota pompeyana en el mar Jónico con la tarea de impedir que César cruzara el estrecho de Otranto con sus tropas, pero no lo logró y, enfermo, falleció poco antes de la batalla de Dirraquio (48 a. C.).
Tras la muerte de César, Lucio eligió el bando de Casio y Bruto y participó en la Batalla de Filipos (36 a. C.). Después de la derrota se rindió a Marco Antonio que le perdonó y le dio el mando de la flota. Dos años después (34 a. C.) fue nombrado gobernador de Siria, cargo que ejerció hasta su muerte en el año 32 a. C.
Fue escritor y amigo de Horacio, quien lo menciona en una de sus sátiras.
| Predecesor: Lucio Munacio Planco | Gobernador romano de Siria 34 a. C. - 32 a. C. | Sucesor: Quinto Didio |